# Mega Maldives Airlines
Mega Maldives Airlines war eine maledivische Fluggesellschaft mit Sitz in Malé und Basis auf dem Malé International Airport. Der Flugbetrieb wurde Anfang 2017 eingestellt. Sie wurde im Februar 2018 liquidiert.

## Flugziele
Mega Maldives Airlines flog von Malé hauptsächlich internationale Ziele in Asien sowie im Mittleren Osten an. Zudem wurden saisonale Charterflüge angeboten.

## Flotte
Mit Stand August 2016 bestand die Flotte der Mega Maledives Airlines aus fünf Flugzeugen mit einem Durchschnittsalter von 22,7 Jahren:
| Flugzeugtyp      | Anzahl | bestellt | Anmerkungen               | Sitzplätze (Business/Eco+/Eco) |
| ---------------- | ------ | -------- | ------------------------- | ------------------------------ |
| Boeing 757-200   | 1      |          | mit Winglets ausgestattet | 205 (-/50/155)                 |
| Boeing 767-300ER | 4      |          |                           | 250 (12/42/196) 300 (12/-/288) |
| Gesamt           | 5      | –        |                           |                                |